# 古騰堡星系
《古腾堡星系：印刷文明的诞生》（英文：The Gutenberg Galaxy: The Making of Typographic Man）是马歇尔·麦克卢汉1962年出版的著作，该书分析了大众媒介尤其是印刷术对欧洲文化和人类意识的影响。该书普及了“地球村”的一词，它指的是大众传播让整个世界和古腾堡星系变成了村落。 古腾堡星系，我们今天认为它指的是人类艺术和知识的记录作品的积累，特别是书籍。
麦克卢汉研究的所谓古腾堡人的出现，即由印刷书籍问世所带来的意识变化所产生的主体。根据他的理论"媒介即讯息"，麦克卢汉认为，技术不仅仅是人们使用的发明，也是人们重新发明的手段。活字印刷的发明，是从所有感官参与共同互动的文化转变为视觉暴政的决定性时刻。他还认为，印刷术的发展导致了民族主义、二元论、理性主义的统治、科学研究的自动化、文化的统一化和标准化以及个人的异化的产生。
活字印刷术以其准确而迅速地复制文本的能力，扩大了同质性和可重复性的驱动力，这种驱动力在透视艺术的出现和单一 "观点 "的要求中已经显现。麦克卢汉写道：
视觉视角的世界是一个统一的、同质的空间。这样一个世界与口语的共鸣多样性是格格不入的。因此，语言是最后一个接受古腾堡技术的视觉逻辑的艺术，也是第一个在电气时代反弹的艺术。

## 写作风格
《古腾堡星系》是与众不同的。麦克卢汉写道，“《古腾堡星系》推出研究问题的马赛克方法或场方法论”。 从数据和引文中构建的马赛克图像将揭示 "历史中的因果操作"。
该书由五部分组成:
- 序言[5]
- 古腾堡星汉璀璨[6]
- 星汉的重构[7]
- 文献索引[8]
- 章目索引[9]

该书的主体第2部分“古腾堡星汉璀璨”由107篇短文组成，其中许多篇章只有2、3页，甚至是1页。该书以由多篇短文组成的马赛克风格写作。
显然，麦克卢汉对如何浏览一本书也有一些想法。麦克卢汉建议读者翻到任意一本书的第69页进行阅读。“如果你喜欢那一页，就买这本书”。这种随意性适用于从镶嵌画挑选特定的部分，然后决定你是否喜欢它。 当然，麦克卢汉这种测试方法也适用于古腾堡星系该书。这样做将进一步揭示他这本书的目的。

## 主要内容
该书描述了四个历史阶段：
1. 部落化时期口述文化
2. 抄写（书面）文化[11]
3. 古腾堡星系
4. 电子媒介时期

对于每一阶段之间的断裂，新媒介的出现都是有责任的，书写结束了口述阶段，印刷和电力革新了后来的社会和文化。
鉴于书写终结了口述阶段，人们期望印刷终结手稿阶段，电气化终结古腾堡时代。在1962年麦克卢汉的语境中，“通电”（electrifying）一词的使用是完全恰当的。因为那时还没有互联网。

### 部落时期口述文化
口述传统并没有消亡。在学校、家里或者街上，教孩子们用心去学习，去记忆童谣、诗歌或歌曲，那么可以说他们参与了口述传统。宗教团体的孩子被教导要学会祈祷。 换句话说，童年本质上是人类口头部落文化时代。口述文化的转变发生在孩子学会读和写的时候。之后，孩子进入了手稿文化的世界。
麦克卢汉认为詹姆斯·乔伊斯（ James Joyce）的《芬尼根守灵夜》（Finnegans Wake）是开启口述文化本质的一把钥匙。"
记忆的艺术对口述文化特别重要。

#### 村落
在评论当时的苏联时，麦克卢汉把“广告和公关界”与他们相提并论，因为到目前为止，两者都“关注媒体的接触和结果”。" 值得注意的是，他断言:“苏联对媒体结果的关注对于任何口头社会来说都是必然的，因为在这个社会里，因果关系是整个社会结构中即时相互作用的结果。”这就是一个村庄的特征，自电子媒介后，这也是地球村的特征。

### 抄写文化
手稿文化通常被麦克卢汉称为抄写文化。

中世纪的照明、抛光和雕塑都是记忆艺术的一部分，是抄写文化的核心。

与这个时代相联系的是记忆的艺术。

### 古腾堡星汉灿烂[17]

#### 活字印刷术
根据麦克卢汉的观点，活字印刷术的发明大大加速、强化，并最终导致了自字母表发明和实施以来就已经发生的文化和认知变化。
15世纪中叶古腾堡出版社所倡导的印刷文化，使视觉的文化优势大大超越听觉/口头文化。
麦克卢汉论证的主要概念（后来在《媒介即讯息》中详细阐述）是新技术（如字母表、印刷机，甚至语音本身）对认知产生引力效应，而认知又反过来影响社会组织：印刷技术改变了我们的感知习惯（”视觉经验的同质化“），进而影响社会交往（“培养一种逐渐抵制除……专家观点之外的所有事物的心态”）。按照麦克卢汉的说法，印刷技术的出现促成了现代西方世界的大部分显著趋势，并使其成为可能：个人主义、民主、新教、资本主义和民族主义。对麦克卢汉来说，这些趋势都与印刷技术的 "行动和功能的分割以及视觉量化的原则 "相呼应。

### 电子媒介时期

#### 地球村
20世纪60年代早期，麦克卢汉写道，视觉的、个人主义的印刷文化将很快被“电子相互依赖”所终结：电子媒介将以听觉/口头文化取代视觉文化。电子媒介时代，人类将从个人主义和碎片化走向以“部落化”集体认同。麦克卢汉称之为地球村。
在古腾堡星系中，这个词有时被认为具有负面含义，但麦克卢汉本人感兴趣的是探索结果，而不是做出价值判断:
世界不再趋向于庞大的亚历山大图书馆，而是变成了一台计算机，一个电子大脑，就像科幻小说中幼稚的片段一样。 当我们的感官超越了我们，独裁主义就进入了我们的内心因此，除非意识到这一动态，否则我们将立即进入恐慌的阶段，正好符合一个部落鼓声、完全相互依赖和叠加共存的小世界。[...] 恐慌是任何口头社会的正常状态，因为在这个社会里，一切都时时刻刻影响着一切。 [...] 在我们为恢复西方世界感性、思想和情感的统一的奋斗过程中，我们没有准备好接受这种统一带来的部落后果，就像我们没有准备好接受印刷文化造成的人类精神分割一样。
麦克卢汉论点的关键是技术本身没有道德——它是一种工具，深刻地塑造了个人，并通过延伸塑造了社会的自我概念和实现：
如果不站在技术的立场上站在道德的立场上，就会有足够多的道德问题，这不是很明显吗? [...]印刷是字母文化的极端阶段，它首先使人类去部落化或去集体化。 印刷术将字母的视觉特征提升到最高清晰度。 因此，印刷品承载的拼音文字的个性化力量远超过了手稿文化。印刷是个人主义的技术。如果人们决定通过一种电子技术来改变这种视觉技术，个人主义也会被改变。 对此提出道德上的抱怨，就像咒骂切掉手指的电锯。“但是”，有人说，“我们不知道会发生这种情况。“即使是愚蠢也不是道德问题。这是一个问题，但不是道德问题;如果能清除一些笼罩在技术周围的道德迷雾，那就太好了。这对道德也有益处。
对麦克卢汉来说，技术对认知的影响的道德评价是一个视角问题。例如，麦克卢汉将17世纪后半叶日益增多的书籍引起的巨大恐慌和反感与现代社会对“书的终结”的担忧进行了对比。麦克卢汉认为，对于技术不可能有一个普遍的道德论断，“只有在没有意识到技术本身的因果关系的情况下才会发生灾难。”
虽然万维网在《古腾堡星系》出版30年后才出现，但麦克卢汉已创造并推广了“冲浪”一词的用法。它指的是在各种文件或知识中快速、不规则和多向的运动，例如“海德格尔的冲浪板在电子波浪上的运动，就像笛卡尔在机械波浪上的运动一样成功”这样的描述。保罗·莱文森( Paul Levinson ) 1999年出版的《数字麦克卢汉》( Digital McLuhan )一书探讨了如何通过数字革命的视角更好地理解麦克卢汉的作品。2007年，比尔·斯图尔特(Bill Stewart) 在Living Internet网站描述了麦克卢汉的“洞见”，电子神经系统相互连接的地球村概念早在它真正出现之前就已成为我们流行文化的一部分。
麦克卢汉频频引用沃尔特·昂格（Walter Ong）的《拉姆斯、方法和对话的蜕变》( 1958 )，这促使麦克卢汉撰写了《古腾堡星系》。昂格在美国给这本新书写了一篇非常有利的评价。然而，后来昂格将麦克卢汉的《古腾堡星系》描述为“一项无关紧要的调查”，对一些学术细节漠不关心，但在暗示从文盲到印刷和乃至更久远的这段时期所带来的文化和心理变化的广度和深度方面却是独树一帜的。
1962年，麦克卢汉的《古腾堡星系》荣获加拿大总督文学奖（加拿大最高文学奖）——总督非小说奖。遴选委员会主席諾思洛普·弗萊是麦克卢汉在多伦多大学的同事，也是经常进行学术辩论的伙伴。

## 参阅
- 媒介环境学
- 技术决定论

## 阅读链接
- McLuhan, Marshall. . Toronto, Canada: University of Toronto Press. 1962: 293. ISBN 978-0-8020-6041-9.
- McLuhan, Marshall; Quentin Fiore; Jerome Agel. . New York: Ginko Press. 1967. ISBN 978-1-58423-070-0.
- Joyce, James.  Third. London: Faber and Faber. 1964 [1939]. ISBN 978-0-571-21735-9.